# The Sandman (film 1992)
The Sandman è un cortometraggio statunitense di animazione del 1992 diretto da Paul Berry. Si rifà molto al racconto L'uomo della sabbia di Ernst Theodor Amadeus Hoffmann.

## Trama
In un non ben precisato villaggio dell'Europa del centro-nord (possibilmente la Germania), una madre manda il suo figlio piccolo a letto. Al piccolo viene dato un lume affinché si faccia luce lungo i corridoi bui che portano alla sua camera. Il bimbo ha paura del buio ma, dopo un primo tentennamento, si fa coraggio ed arriva dritto nella sua camera da letto. Qui comincia a sentire degli strani rumori che alimentano il suo terrore. Però dopo un po' si rende conto che non è niente e torna a dormire.
Nel frattempo, un'inquietante presenza fa la sua comparsa nella casa: è il Sandman, un essere mostruoso che per la sua fisicità ricorda un avvoltoio con un grosso becco adunco ed un volto che, di profilo, ricorda una falce di luna, in grado di materializzarsi nelle case dei bambini che non vogliono andare a dormire, per andargli a fare una visitina. Guardandosi attorno per vedere dove sia la camera del bambino da cui deve andare per compiere la sua "missione", il Sandman si aggira per la casa con fare furtivo. Sarà però il bambino, che inavvertitamente fa cadere il lume che teneva per avere un po' di luce, ad indicargli la strada.
Il Sandman si materializza nella camera del bambino, che nel frattempo sta dormendo, e inizia a preparare la sua sabbia del sonno quando ad un tratto arriva la madre, preoccupata che il figlio stia bene, e quindi deve tornare nell'ombra. Una volta uscita di scena la donna, per il Sandman è il momento di agire: con agilità salta da un lato all'altro della camera del piccolo, in modo da svegliarlo. Intanto, prepara la sua famosa sabbia in attesa che il bimbo si svegli.
Non appena il bambino si sveglia e vede il Sandman, questi gli getta la sua sabbia magica negli occhi per cavarglieli. Una volta cavati gli occhi del bambino, li mette dentro un piccolo sacco e vola dalla finestra, verso il suo nido situato su un'altra montagna, dove ci sono i suoi piccoli ad attenderlo.
Una volta atterrato, il Sandman dà loro da mangiare gli occhi cavati del bambino.
Intanto, il bambino realizza il fatto di essere cieco per sempre e in questa immagine partono i titoli di coda.
Dopo i titoli di coda si vede il bambino, ormai cieco, che cammina a tastoni. Ad un certo punto, nota qualcosa attorno a lui: sono tutti gli altri bambini, simili a lui, che hanno perso gli occhi a causa del Sandman.

## Produzione
Il corto è stato realizzato in stop-motion.

## Riconoscimenti
Ha avuto una nomination per l'Oscar al miglior cortometraggio d'animazione alla 65ª edizione del premio Oscar e una nomination nella categoria Miglior cortometraggio al Chicago International Film Festival del 1992.
Ha vinto nella categoria Miglior animazione all'Ottawa International Animation Festival del 1992 e il Grand Prix all'Hiroshima International Animation Festival sempre nello stesso anno.